# Den spektrala variabilitetshypotesen
Den spektrala variabilitetshypotesen (SVH) anger att rumslig variabilitet i reflektans för bevuxna ytor relaterar till artrikedom för växter. Begreppet myntades ursprungligen av Palmer et al. (2000) och konstaterar att artrikedom kommer att vara positivt relaterad till varje objektivt mått (till exempel standardavvikelse) av variationen i de spektrala egenskaperna hos en fjärranalysbild.  Det underliggande antagandet är att habitat skiljer sig i reflektans och om det finns fler habitat i ett område kan man förvänta sig ett högre antal arter (det vill säga högre artrikedom). Hypotesen har senare också kallats för den spektrala variationshypotesen.  Med hög rumslig upplösning kan variabilitet i reflektans också vara ett direkt uttryck för växtindivider som tillhör olika arter.  Den spektrala variabilitetshypotesen mottogs väl i forskarvärlden på grund av dess uppenbara enkelhet. 
Tester av hypotesen visade på betydande variation i sambandet mellan rumslig variation av reflektans och artrikedom för växter.  Denna variation kan tillskrivas flera anledningar. Ett problem som redan noterades av Palmer (2002) är det faktum att olika habitat stöder olika mängd arter, så förhållandet mellan habitatheterogenitet och antal arter skiljer sig beroende på vilka habitat som är involverade.  Detta innebär att rumslig heterogenitet i reflektans inte visar en generell koppling till artrikedom. Följaktligen har den spektrala variabilitetshypotesen förkastats vid grövre rumsliga upplösningar där hög artrikedom för växter kan förekomma i områden med låg spektral variabilitet och vice versa.  Andra faktorer som påverkar förhållandet mellan spektral heterogenitet och artrikedom är skillnader i omfattning och urval av undersökningsområden, rumslig kornighet (pixelstorlek på fjärranalysdata), spektral upplösning (inklusive bredden på banden och den spektrala regionen som täcks av banden) och även tidpunkten för undersökningen. 